# Antonio Cabrini
Antonio Cabrini (Cremona, 8 de outubro de 1957) é um treinador e ex-futebolista italiano que atuava como zagueiro.

## Carreira

### Clubes
Revelado pela Cremonese, de sua cidade natal, Cabrini celebrizou-se como lateral-esquerdo da equipe da Juventus na primeira metade da década de 1980. Ficou na Juve de 1976 a 1989, conquistando seis campeonatos italianos, duas Copas da Itália e, uma vez cada, os principais quatro diferentes títulos continentais da UEFA: a Copa da UEFA, a Recopa Europeia, a Supercopa Europeia e a Copa dos Campeões - o primeiro título do clube na competição. Venceu ainda o Mundial Interclubes de 1985.

### Seleção Italiana
O grande momento da Vecchia Signora fez com que Cabrini e outros cinco colegas bianconeri estivessem no time titular que atuou na final da vitoriosa Copa do Mundo de 1982: Dino Zoff, Gaetano Scirea, Claudio Gentile, Paolo Rossi e Marco Tardelli. Naquela decisão, poderia ter marcado: com o placar ainda em 0 x 0, acabou errando uma cobrança de pênalti. Foi a segunda Copa de Cabrini, que atuou também nas de 1978 e 1986, além da Eurocopa 1980.

## Treinador e comentarista
Aposentou-se em 1991, após duas temporadas no Bologna. No início dos anos 2000, atuou em técnico de pequenas equipes italianas. Também treinou a Seleção Italiana Feminina de 2012 a 2017. Atualmente, é comentarista da Al Jazeera para o futebol italiano.

## Títulos
Juventus
- Serie A: 1976–77, 1977–78, 1980–81, 1981–82, 1983–84, 1985–86
- Coppa Italia: 1978–79, 1982–83
- Intercontinental Cup: 1985
- European Cup: 1984–85[4]
- UEFA Cup Winners' Cup: 1983–84
- UEFA Cup: 1976–77
- UEFA Super Cup: 1984

Itália
- FIFA World Cup: 1982

Individual
- FIFA World Cup Best Young Player Award: 1978[6]
- Italian Football Hall of Fame: 2021[7]
- IFFHS ALL TIME DREAM TEAMS ITALY (Time B)[8]